# Куликовский (Ростовская область)
Кулико́вский — исчезнувший хутор в Миллеровском районе Ростовской области.

## История
С ноября 1924 года — в составе Туриловского сельсовета.
По данным Всесоюзной переписи населения 1926 года — в Донецком округе Мальчевско-Полненского района Северо-Кавказского края РСФСР.

## Население
По данным Всесоюзной переписи населения 1926 года — население — 31 человек (17 мужчин и 14 женщин); все жители — украинцы

## Инфраструктура
В 1926 году зафиксировано личное подсобное хозяйство (6 дворов).